# 고베 시 교통국 6000형 전동차
고베시 교통국 6000형 전철(神戸市交通局6000形電車)은 일본 고베시 교통국이 2018년부터 도입한 통근형 전철이다.

## 개요
6000형은 세이신·야마테선에서는 약 25년만의 신형 차량이며, 종래의 차량으로부터 기기류를 일신해, 안전성의 한층 더 향상과 배리어 프리화, 쾌적성 향상, 에너지 절약화를 목표로 해 설계되었다. 제조는 가와사키 차량이다.
2022년도까지 6량 편성 28개를 순차적으로 투입해, 세이신·야마테선의 1000형 18편성, 2000형 4편성, 3000형 6편성의 합계 28편성을 6000형으로 치환한다. 또 나중에 북신급행전철에서 양수한 7000계도 대체 대상이 되어 2023년도 모두 6000형으로 통일할 예정이다. 8월 18일 다이아몬드 개정에서 세이신·야마테선과 기타신선의 차량은 6000형으로 통일되었다.
세이신·야마테선에서는 전역에 홈 도어를 설치할 예정이며, 6000형에서는 홈 도어와 차량 도어의 개폐 연동이 가능하게 되는 것 외, 원맨 운전화에도 대응하고 있다.
편성 번호는 1000형・2000형・3000형의 속번이 되어, 제1 편성이 6129F를 자칭하고 있다.

## 차량 개요

### 외부
차체는 무도장의 알루미늄 합금제로, 세이신·야마테선의 이미지 칼라인 녹색을 전면과 측면의 라인에 배치하고 있다
차량 번호의 문자 표기는 고베 시전 시대부터 사용되는 글자체가 베이스로 되어 있다.
목적지 표시기는 고베 시영 지하철에서 처음으로 풀 컬러 LED 표시기가 채용되었다. 방향막 시대와 마찬가지로 「회송」이나 「시운전」의 표시는 적지로 표시할 수 있는 것 외에, 행선지를 표시하는 경우에서도 이벤트에 따른 특별색으로의 표시를 할 수 있게 되어 있다(예:2021년・ 2022년 오릭스 버파로즈가 우승했을 때, 동구단의 팀 컬러(청지에 금색 문자)로 목적지를 표시했다.

### 내부
차내 좌석은 올롱 시트로 좌석 폭을 넓히고 버킷 시트를 채용하는 등 쾌적성 향상을 도모했다. 일반 좌석·우선석 모두 그린계의 배색으로, 좌석 표피에 치조 무늬를 채용하고 있다. 나뭇결의 대형 소매 칸막이에 가세해, 문 사이의 좌석(9명 걸이)에 중 칸막이와 스탠션 폴을 설치. 편성 합계 정원은 808명(편성 좌석 정원 272명).
차내 안내 표시기(LCD)는 1량당 3곳의 문 위에 2화면씩 설치해, 4개국어 표시에 의한 환승 안내나 정차역 정보를 제공한다. 한편, LCD가없는 도어에는 도어가 열리는 방향을 나타내는 표시기가 있다. 휠체어 스페이스는, 종래대로 3, 4호차에 1개소씩 설치되어 있지만, 그 외의 차량에도, 각각 1개소씩 비상 통보 장치를 생략한 프리 스페이스가 있다[15]. 각종 조명은 LED화되어 객실내는 간접 조명으로 되어 있다[11]. 문 개폐시에 울리는 도어차임은 JR 동일본의 통근형 차량 등과 같은 것이 채용되고 있다.
측면 창유리의 면적도 기존 차량보다 확대되어 차량 간 관통문도 대형 유리문이 되었다. 또한 6000형에서는 갑옷에서 커튼으로 변경되었다.

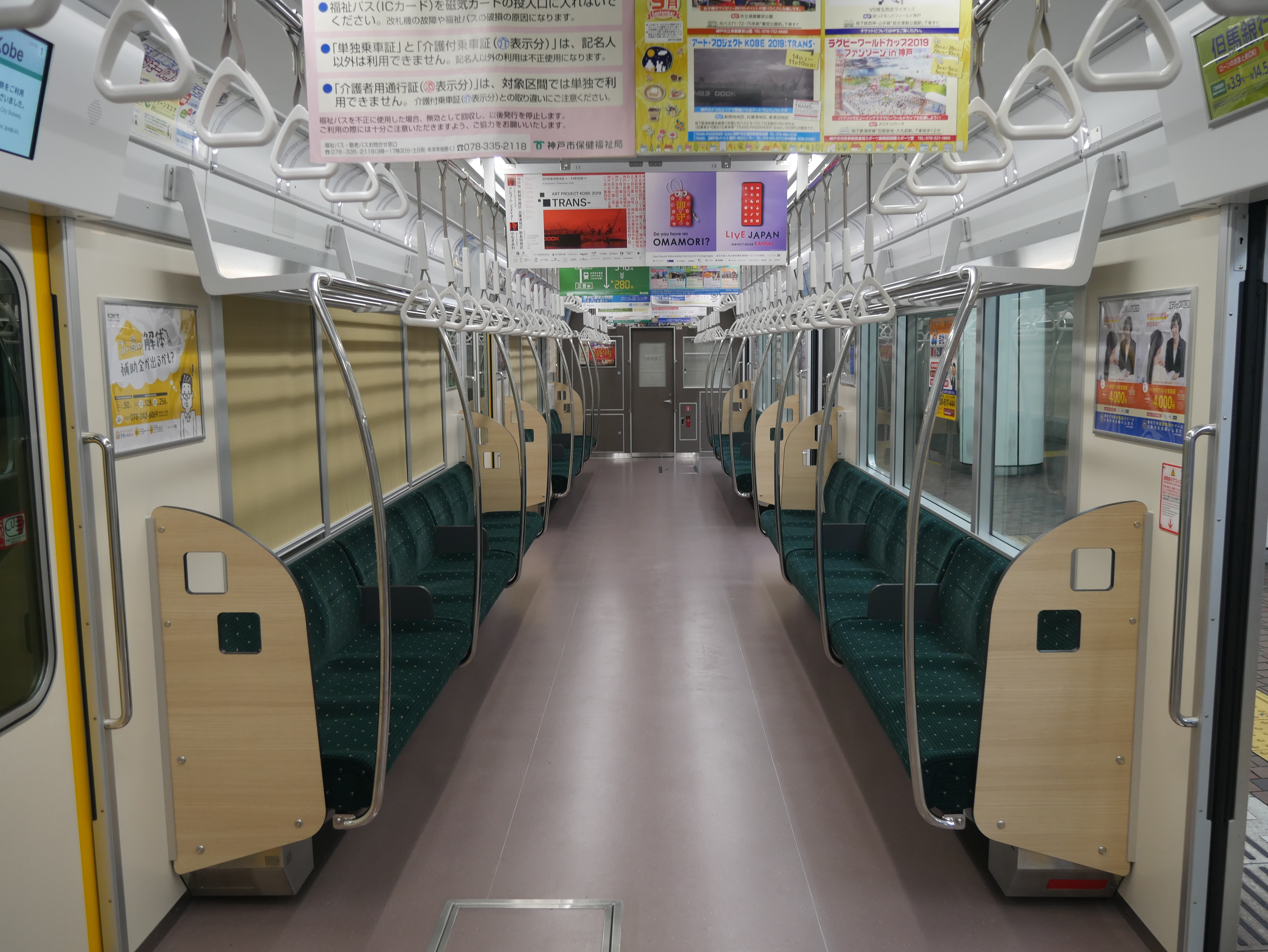
차내
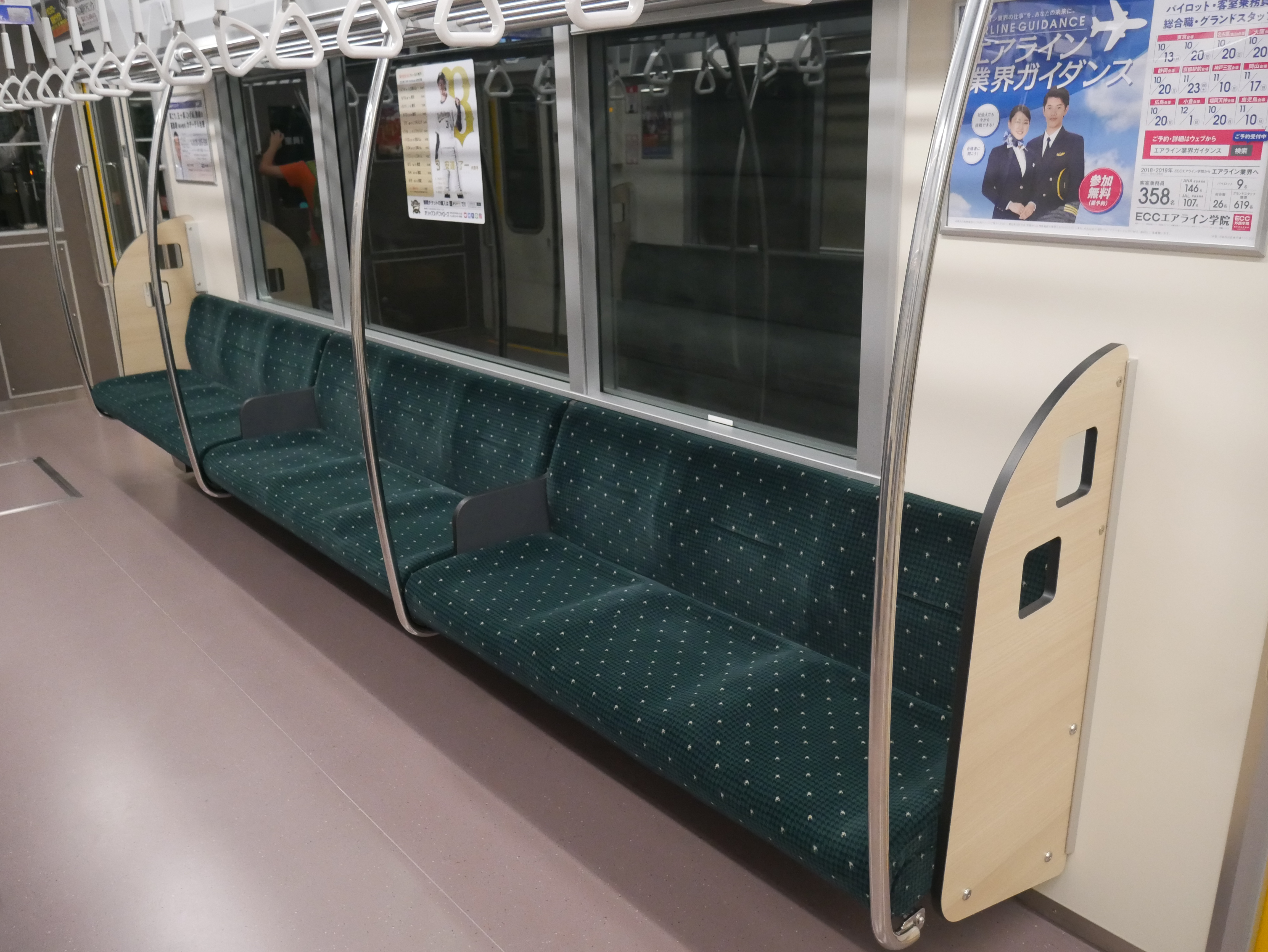
좌석
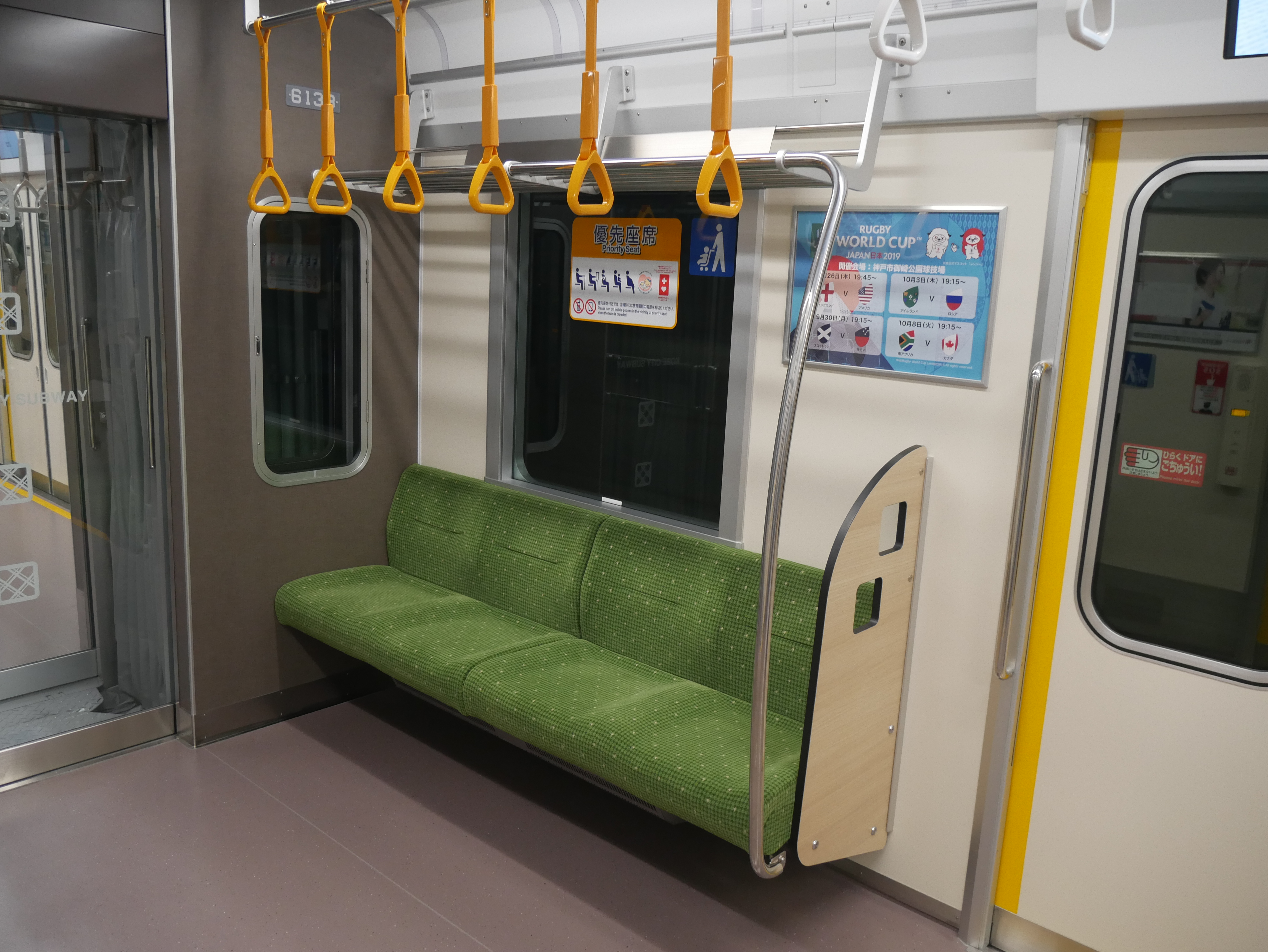
우선 좌석
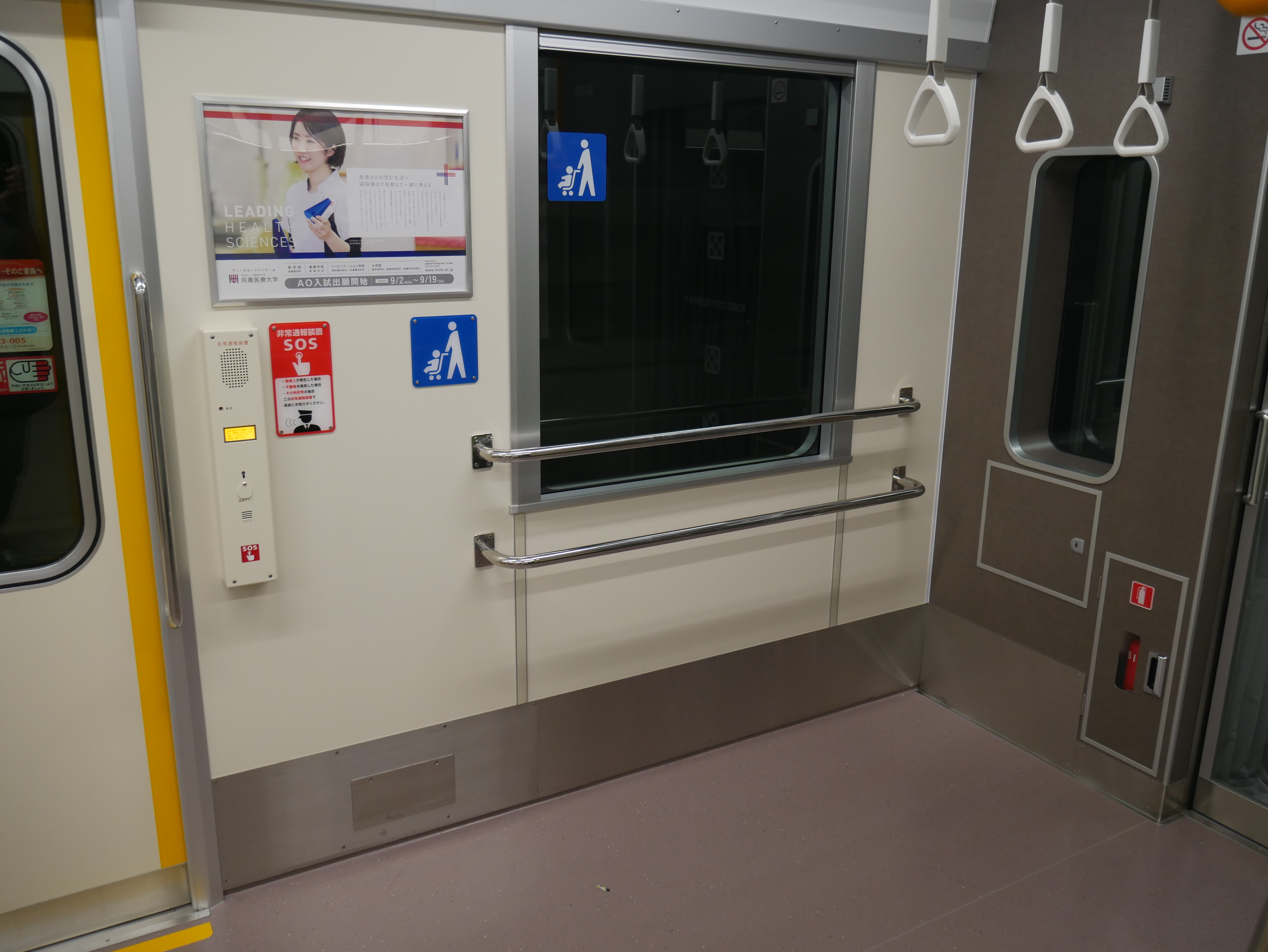
자유 공간
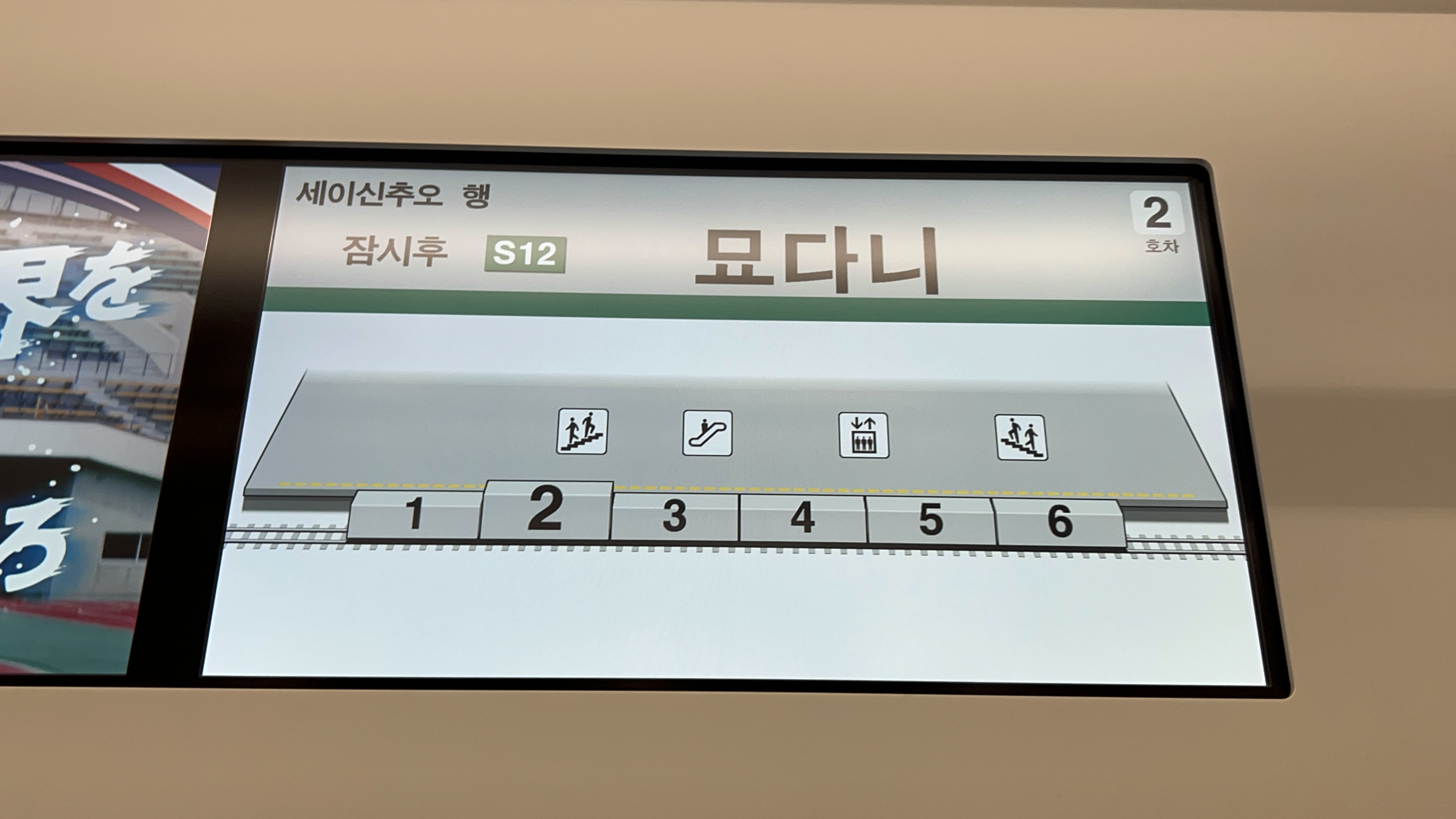
LCD 차내 안내 표시기
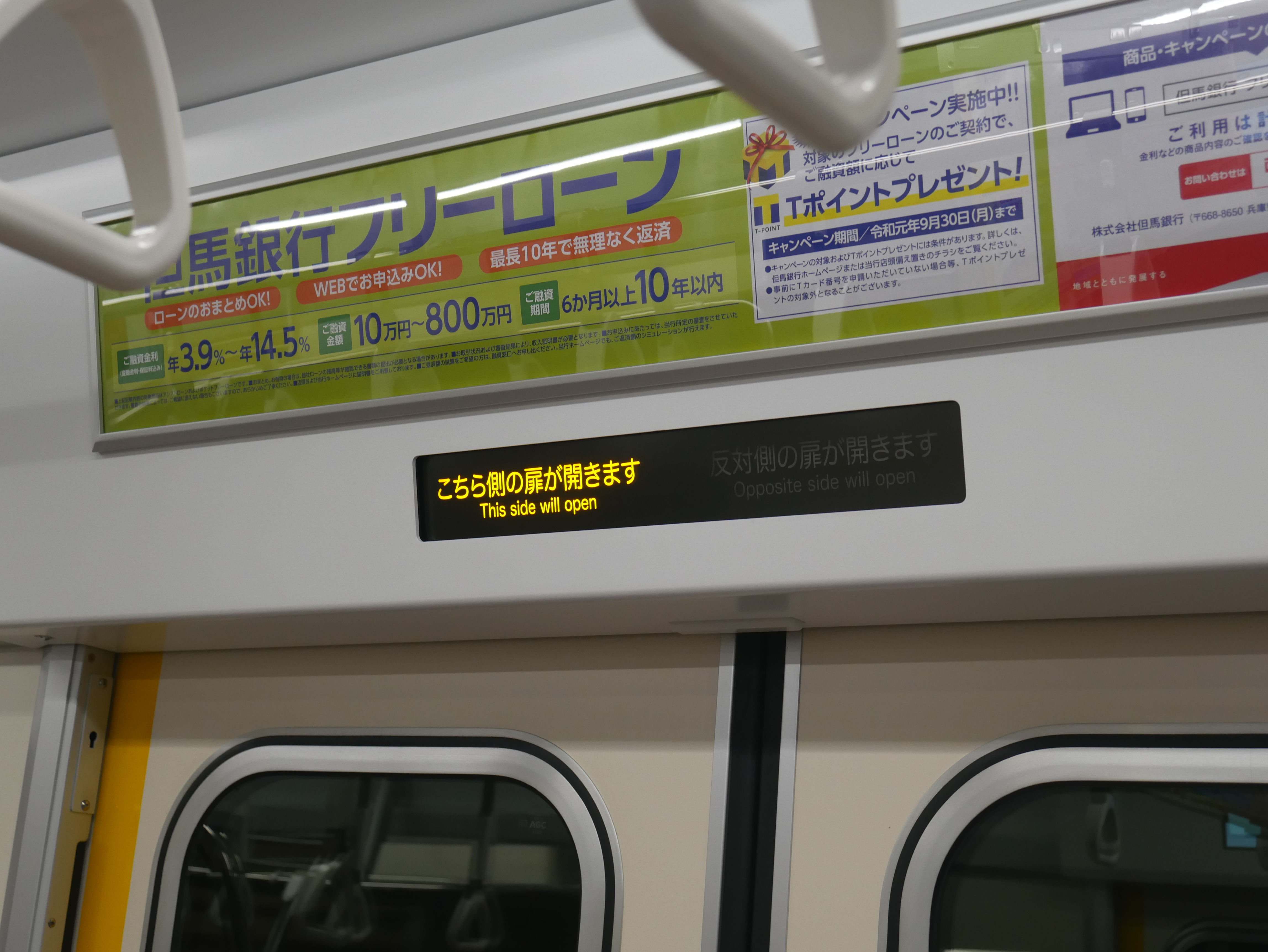
도어의 개폐 방향을 나타내는 표시기

## 운영
호쿠신 선과 세이신·야마테선의 구간에서 운용하고있다.

## 편성표

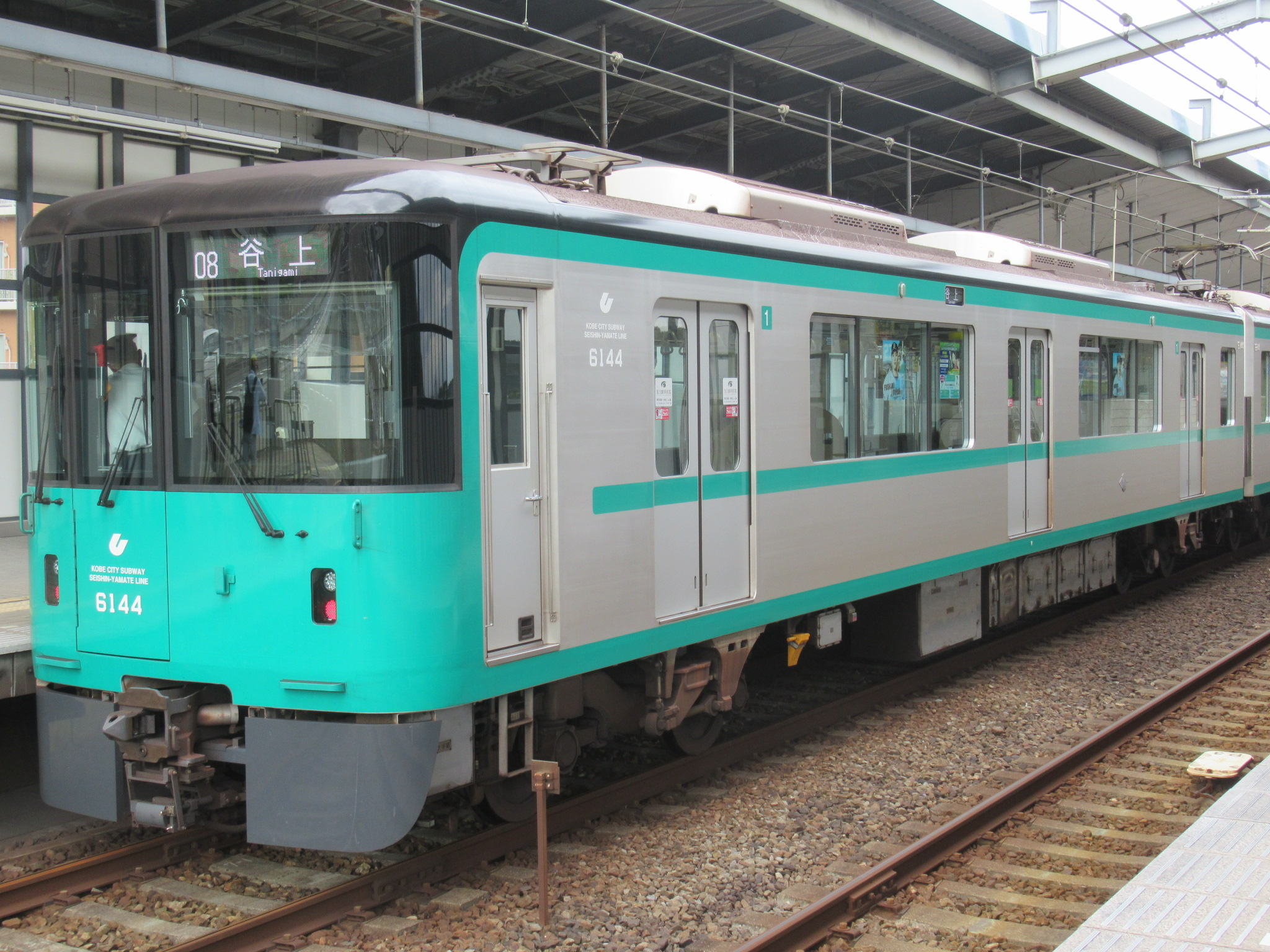
1호차(6100형)
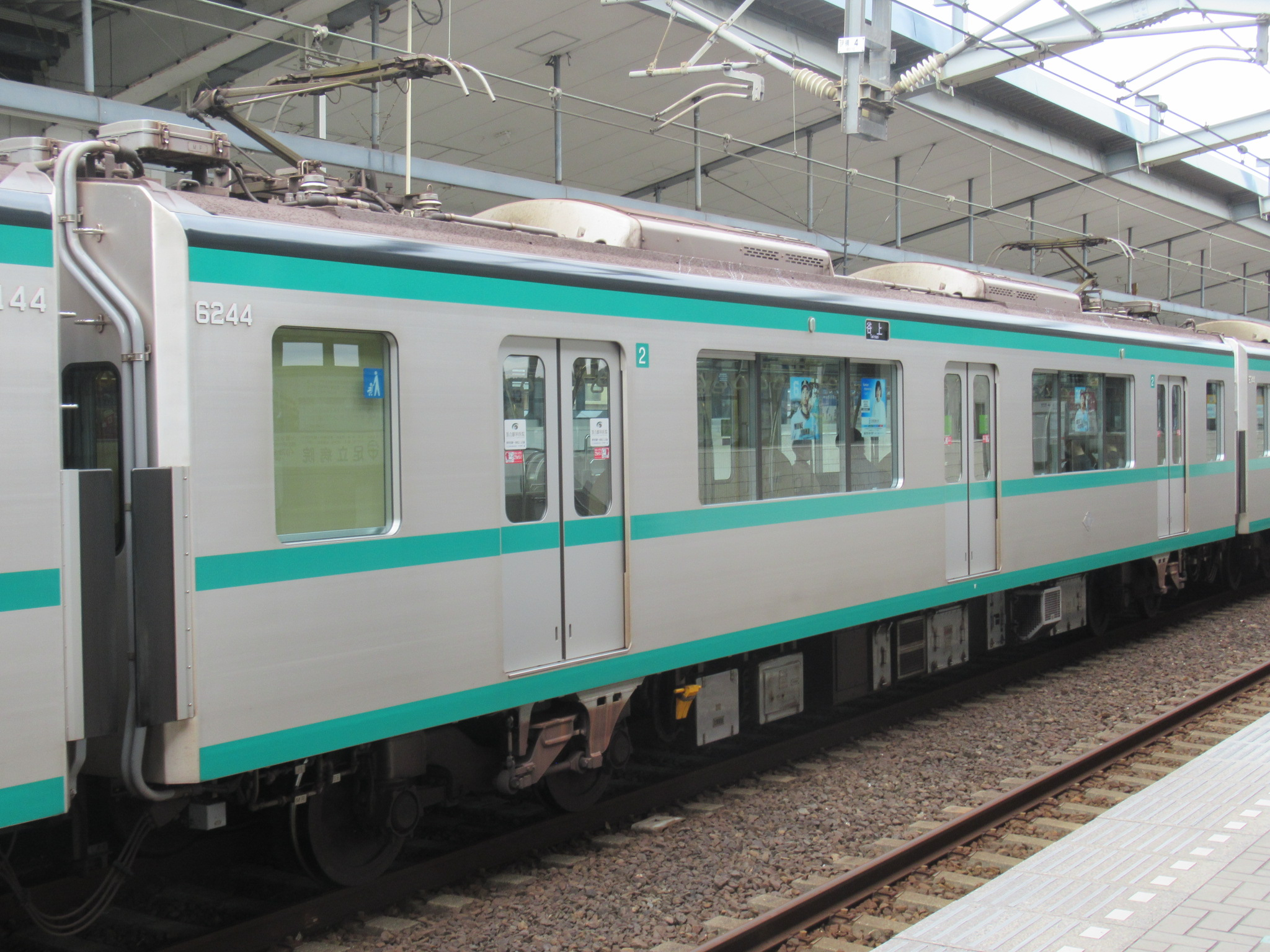
2호차(6200형)
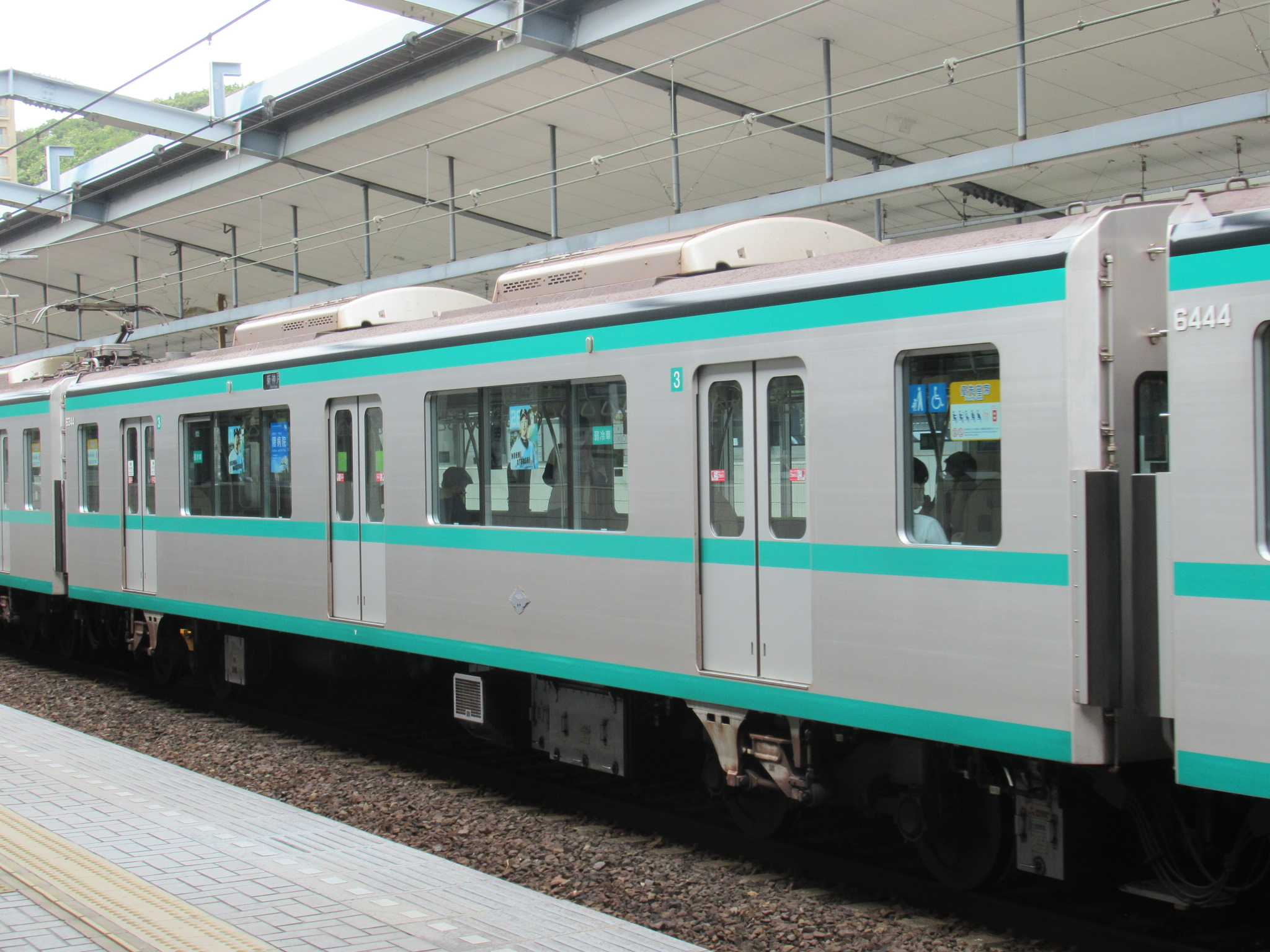
3호차(6300형)
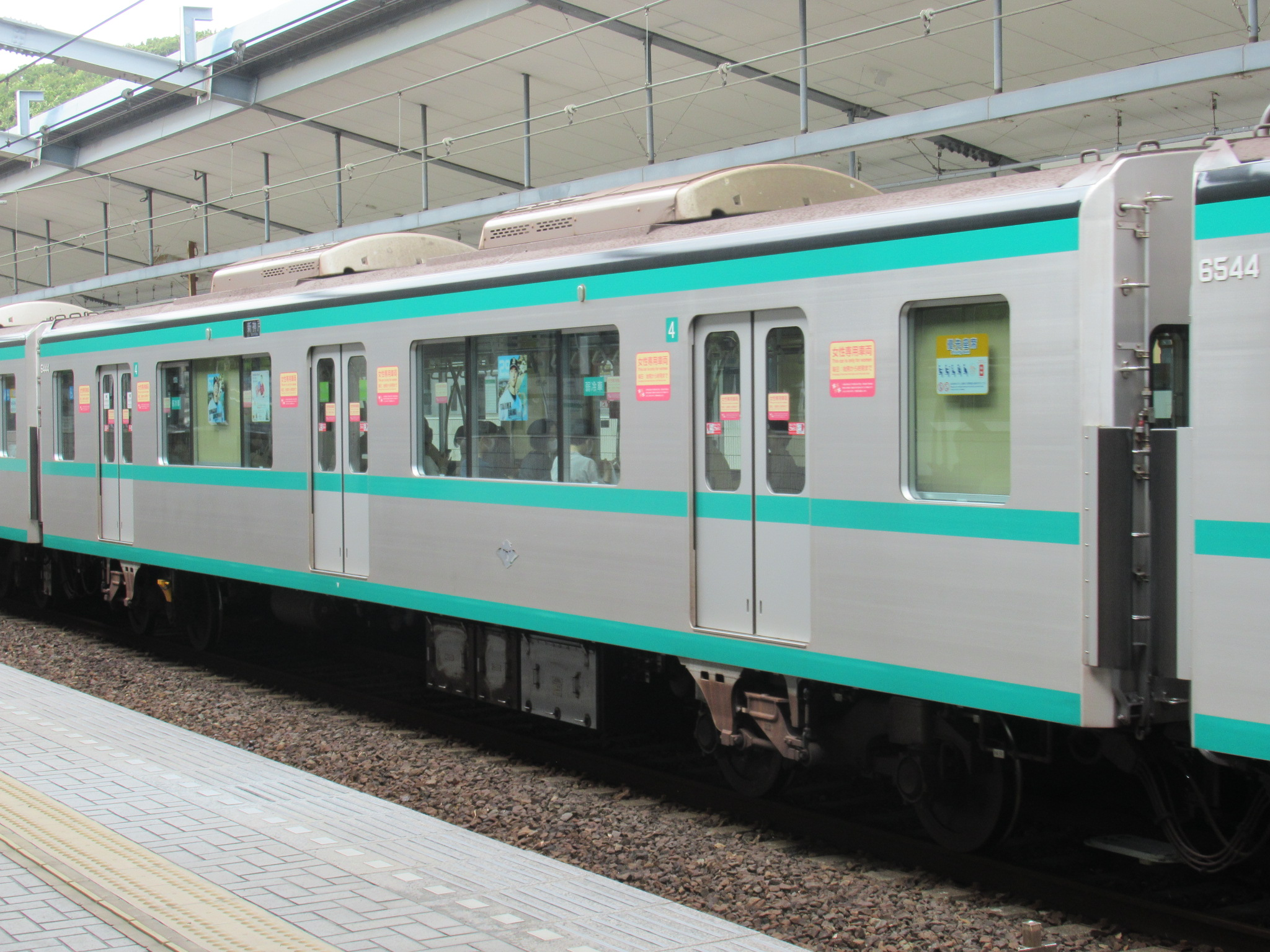
4호차(6400형)
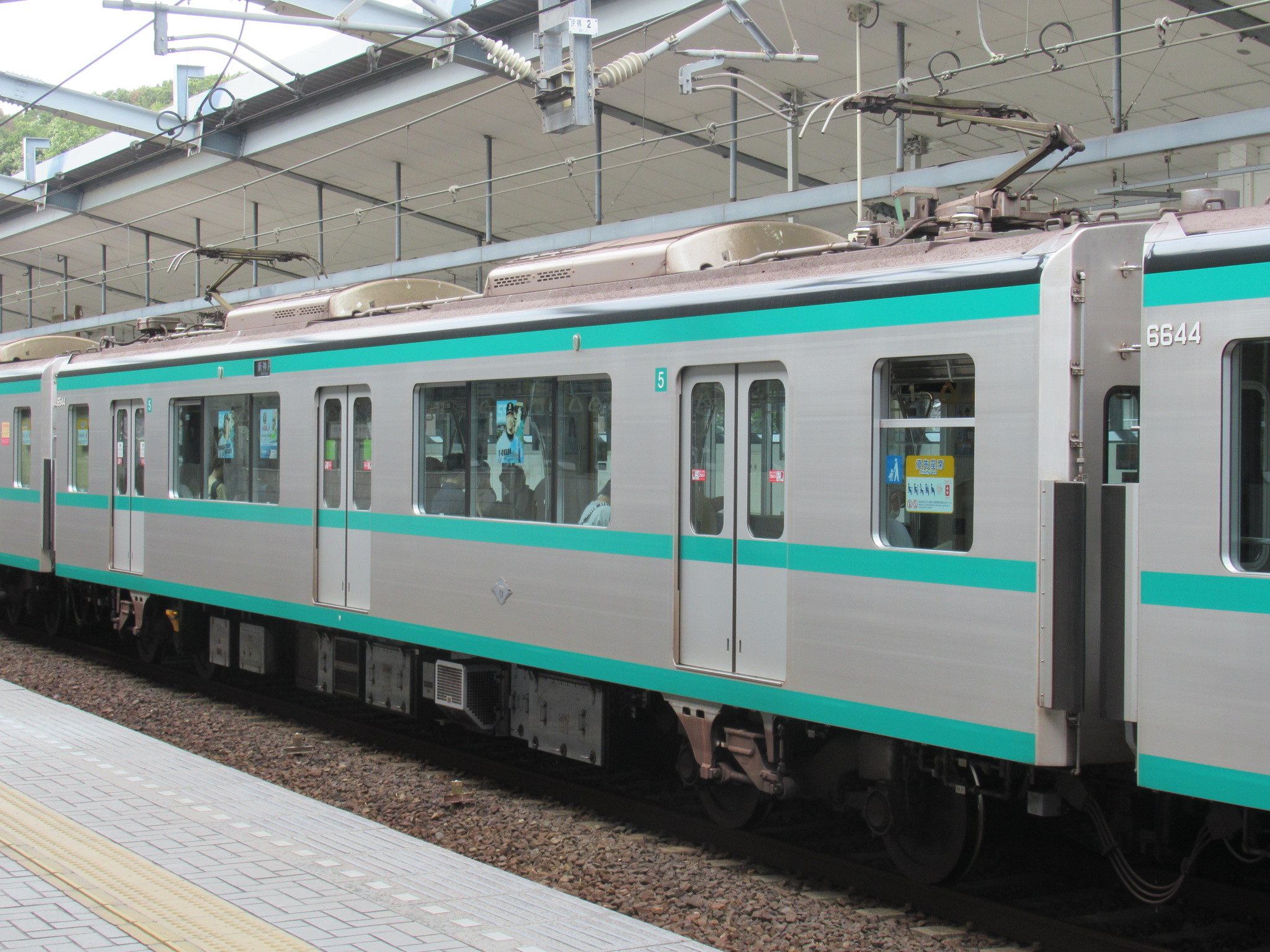
5호차(6500형)
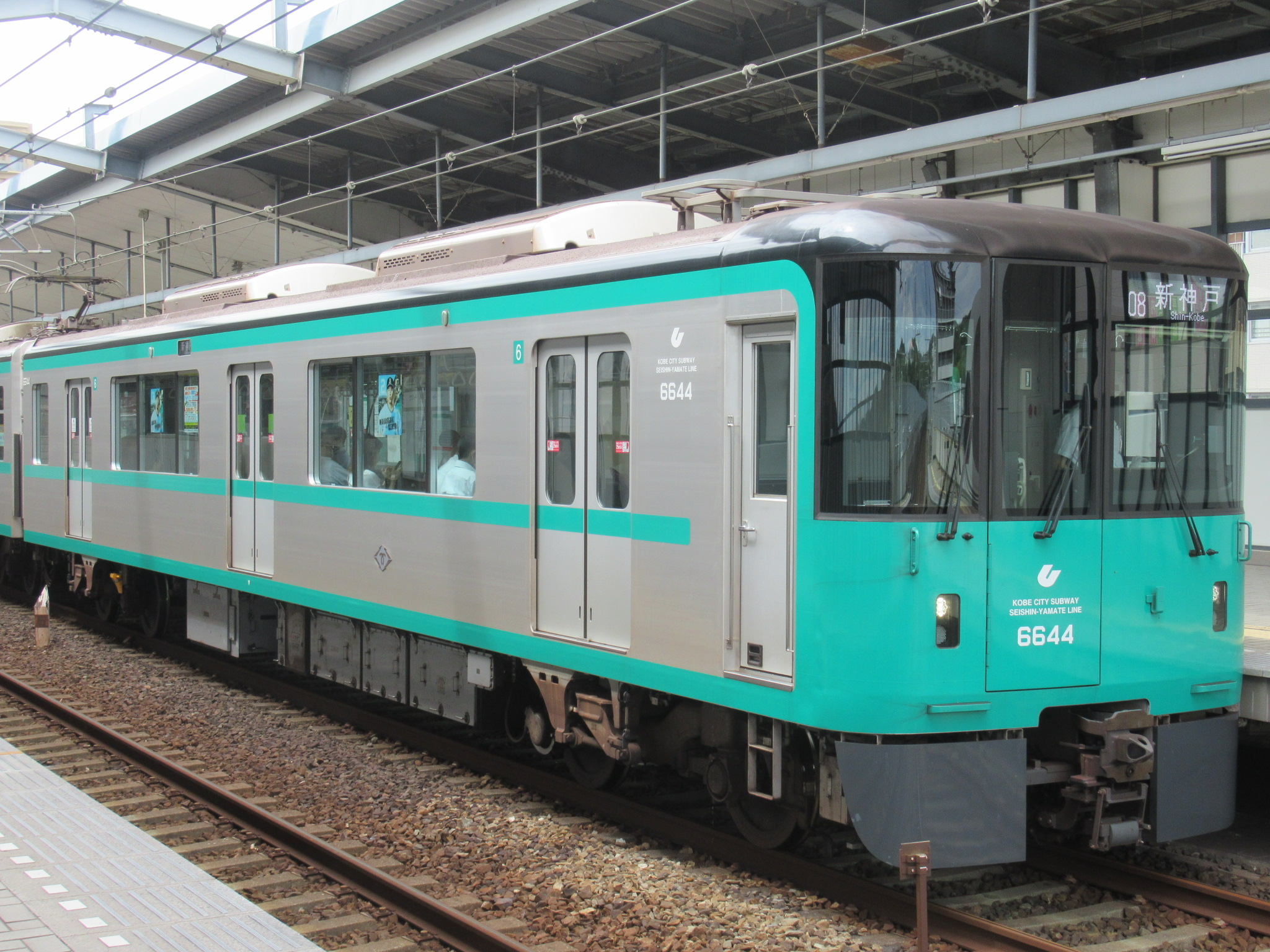
6호차(6600형)

4호차(6400형)는 여성전용차량이다.
|      |      | ←세이신 중앙 | ←세이신 중앙 | ←세이신 중앙 | 다니가미→ | 다니가미→ | 다니가미→ | 제작 시기        | 도입 시기        |
| 호차 | 호차 | 1            | 2            | 3            | 4         | 5         | 6         | 제작 시기        | 도입 시기        |
| ---- | ---- | ------------ | ------------ | ------------ | --------- | --------- | --------- | ---------------- | ---------------- |
| 편성 | 29   | 6129         | 6229         | 6329         | 6429      | 6529      | 6629      | 2018년 11월 14일 | 2019년 2월 16일  |
| 편성 | 30   | 6130         | 6230         | 6330         | 6430      | 6530      | 6630      | 2018년 11월 15일 | 2019년 2월 18일  |
| 편성 | 31   | 6131         | 6231         | 6331         | 6431      | 6531      | 6631      | 2019년 5월 13일  | 2019년 5월 17일  |
| 편성 | 32   | 6132         | 6232         | 6332         | 6432      | 6532      | 6632      | 2019년 7월 18일  | 2019년 7월 22일  |
| 편성 | 33   | 6133         | 6233         | 6333         | 6433      | 6533      | 6633      | 2019년 9월 3일   | 2019년 9월 8일   |
| 편성 | 34   | 6134         | 6234         | 6334         | 6434      | 6534      | 6634      | 2019년 11월 19일 | 2019년 11월 26일 |
| 편성 | 35   | 6135         | 6235         | 6335         | 6435      | 6535      | 6635      | 2019년 12월 24일 | 2019년 12월 27일 |
| 편성 | 36   | 6136         | 6236         | 6336         | 6436      | 6536      | 6636      | 2020년 2월 21일  | 2020년 2월 25일  |
| 편성 | 37   | 6137         | 6237         | 6337         | 6437      | 6537      | 6637      | 2020년 3월 31일  | 2020년 4월 3일   |
| 편성 | 38   | 6138         | 6238         | 6338         | 6438      | 6538      | 6638      | 2020년 5월 12일  | 2020년 5월 17일  |
| 편성 | 39   | 6139         | 6239         | 6339         | 6439      | 6539      | 6639      | 2020년 6월 5일   | 2020년 6월 8일   |
| 편성 | 40   | 6140         | 6240         | 6340         | 6440      | 6540      | 6640      | 2020년 7월 6일   | 2020년 7월 8일   |
| 편성 | 41   | 6141         | 6241         | 6341         | 6441      | 6541      | 6641      | 2020년 8월 7일   | 2020년 8월 10일  |
| 편성 | 42   | 6142         | 6242         | 6342         | 6442      | 6542      | 6642      | 2020년 11월 30일 | 2020년 12월 3일  |
| 편성 | 43   | 6143         | 6243         | 6343         | 6443      | 6543      | 6643      | 2021년 1월 15일  | 2021년 1월 18일  |
| 편성 | 44   | 6144         | 6244         | 6344         | 6444      | 6544      | 6644      | 2021년 4월 1일   | 2021년 4월 3일   |
| 편성 | 45   | 6145         | 6245         | 6345         | 6445      | 6545      | 6645      | 2021년 4월 28일  | 2021년 5월 1일   |
| 편성 | 46   | 6146         | 6246         | 6346         | 6446      | 6546      | 6646      | 2021년 7월 20일  | 2021년 7월 24일  |
| 편성 | 47   | 6147         | 6247         | 6347         | 6447      | 6547      | 6647      | 2021년 9월 27일  | 2021년 9월 29일  |
| 편성 | 48   | 6148         | 6248         | 6348         | 6448      | 6548      | 6648      | 2021년 12월 13일 | 2021년 12월 15일 |
| 편성 | 49   | 6149         | 6249         | 6349         | 6449      | 6549      | 6649      | 2022년 1월 19일  | 2022년 1월 22일  |
| 편성 | 50   | 6150         | 6250         | 6350         | 6450      | 6550      | 6650      | 2022년 2월 28일  | 2022년 3월 2일   |
| 편성 | 51   | 6151         | 6251         | 6351         | 6451      | 6551      | 6651      | 2022년도         | 2022년 4월 29일  |
| 편성 | 52   | 6152         | 6252         | 6352         | 6452      | 6552      | 6652      | 2022년도         | 2022년 6월 26일  |
| 편성 | 53   | 6153         | 6253         | 6353         | 6453      | 6553      | 6653      | 2022년도         | 2022년 8월 28일  |
| 편성 | 54   | 6154         | 6254         | 6354         | 6454      | 6554      | 6654      | 2022년도         | 2022년 10월 12일 |
| 편성 | 55   | 6155         | 6255         | 6355         | 6455      | 6555      | 6655      | 2022년도         | 2022년 12월 22일 |
| 편성 | 56   | 6156         | 6256         | 6356         | 6456      | 6556      | 6656      | 2022년도         | 2023년 3월 12일  |
| 편성 | 57   | 6157         | 6257         | 6357         | 6457      | 6557      | 6657      | 2023년도         | 2023년 11월 6일  |

- 1호차(6100형)
- 2호차(6200형)
- 3호차(6300형)
- 4호차(6400형)
- 5호차(6500형)
- 6호차(6600형)